# Autoroute espagnole M-31
La M-31 est une autoroute appartenant à la Communauté de Madrid surnommée l'Axe Madrid Sud. Elle relie le second périphérique au troisième périphérique via la M-45 au sud-est de Madrid.
Elle permet de relier entre elles les 2 ceintures périphériques. En effet, les automobilistes désirant rejoindre un des périphériques dans cette zone pourra emprunter la M-31 au lieu d'utiliser l'A-3 à l'est où l'A-4 au sud.

## Tracé
- La M-31 débute au sud-est de Madrid tout près de la zone industrielle Vallecas Sur.
- Elle se détache de la M-40, croise la M-45 et se termine en se connectant à la M-50.

## Sorties
| Numéro de la sortie | Nom de la sortie                                       | Bifurcation |
| ------------------- | ------------------------------------------------------ | ----------- |
|                     | Madrid - Toutes Directions Madrid-Avenida de Entrevias | M-40        |
|                     | Madrid - Toutes Directions                             | M-45        |
|                     | Madrid - Toutes Directions                             | M-50        |